# Minacciolo
Minacciolo (італ. Minacciolo S.R.L.) — італійська фабрика, що виготовляє меблі та предмети інтер'єру. Заснована у 1973 році Мауріціо Міначчоло. Розташована у м. Тревізо. 
Спеціалізується на виготовленні меблів із цільного дерева у стилі кантрі.

## Історія
На початку 1970-х років Мауріціо Міначчоло, який виріс у меблевому магазині свого батька і з самого дитинства захоплювався меблевим ремеслом, вирішив заснувати свою власну справу. Його основною ідеєю була індустріалізація виробництва меблів у стилі кантрі, який був типовим для району Тіроля — Кортіни д'Ампеццо і дуже поширеним на початку 1970-х років. У 1973 році було засновано першу фабрику Minacciolo, яка швидко почала розвиватися. 
У 1985 році було відкрито нове функціональне відділення у Сан-Б'яджо-ді-Каллальта: фабрика площею 3000 м², що пізніше розширилася до 12 000 м². Компанія поступово почала розширяти свою комерційну і торговельну структуру. У 1991 році була представлена колекція «Tolà», лінія меблів у стилі кантрі із використанням таких кольорів як «зелений шафран» та «синій пил», створена у провансальській, англійській та умбро-тосканській традиції. У 1990-ті роки компанія вийшла на міжнародний ринок. 
У 2001 році створена нова колекція «English Mood» з інтерпретацією кантрі-канонів та благородного стилю англійських маєтків. Згодом колекція поповнилась спальними і ванними кімнатами. У 2012 році в Мілані представлено дві інноваційні екологічні колекції: лінія «Minà», виконана зі сталі (відмічена експертами у Парижі на Maison & Objet 2012) та «Natural Skin» із блоками для вбудовування побутової техніки.

## Продукція
Для виготовлення своєї продукції компанія використовує природні матеріали. Деревина має сертифікацію PEFC та надходить з  плантацій Північної Італії, які беруть участь у програмах лісовідновлення. В обробці деревини застосовуються: рустика, брашовані та зістарені поверхні, ефекти грубої необробленої текстури, обпалене дерево, тонування та фарбування барвниками на водній основі. 
Окрім дерева використовується також мармур, граніт, чорний метал, мозаїка, акрил та видувне скло. Фабрика використовує оздоблення spazzolato: чесане дерево з характерною демонстраційною текстурою волокна. Для меблів характерні пастельні кольори: бежевий, блакитний, блідо-рожевий та інші.

## Колекції
- English Mood (архітектор Джан Вітторія Плаццонья). Включає меблеві гарнітури кухонь, віталень, спальних та ванних кімнат у стилі кантрі. Використовуються цінні породи дерева із декоративною текстурою, текстиль в англійському стилі, мозаїка, мармур, граніт. Доповнена аксесесуарами та буазері.
- Minà (архітектор Сільвіо Стефані)
- Natural Skin (архітектор Сільвіо Стефані). Створена у двох варіантах: Home та Professional. Використовується облицювальні панелі в дереві із текстурою spazzolato.
- Objects. Включає різні предмети інтер'єру (столи, витяжки, стільці, буазері, люстри тощо). Створена для доповнення колекцій Minà та Natural Skin.